# Pontcirq
Pontcirq is een gemeente in het Franse departement Lot (regio Occitanie) en telt 148 inwoners (2004). De plaats maakt deel uit van het arrondissement Cahors.

## Geografie
De oppervlakte van Pontcirq bedraagt 8,8 km², de bevolkingsdichtheid is 16,8 inwoners per km².
De onderstaande kaart toont de ligging van Pontcirq met de belangrijkste infrastructuur en aangrenzende gemeenten.

## Demografie
Onderstaande figuur toont het verloop van het inwonertal (bron: INSEE-tellingen).